# Johan Stenbeck
Johan Stenbeck, född 1 januari 1715 i Övergrans församling, död 15 december 1777 i Hedvig Eleonora församling, Stockholm, var en svensk präst.

## Biografi
Johan Stenbeck föddes 1715 i Övergrans församling. Han var son till arrendatorn Erik Stenbeck och Anna Maria Christoffersdotter. Stenbeck blev 19 oktober 1726 student vid Uppsala universitet och var medlem i Fjärdhundra nation. Han avlade 5 juni 1740 magistergraden och prästvigdes 16 december 1744 i Uppsala domkyrka till pastorsadjunkt i Nikoali församling, Stockholm. Stenbeck blev i juni vice konsistorienotarie i Stockholms konsistorium och 5 februari 1747 komminister i Nikolai församling, tillträdde 1 maj 1747. Han avlade 30 april 1759 pastoralexamen i Uppsala med betyget laudatur och blev 30 april 1767 kyrkoherde i Hedvig Eleonora församling, tillträdde 1 maj 1767. Var även från 16 juni 1767 assessor i Stockholms konsistorium. Han avled 1777 i Hedvig Eleonora församling.
Stenbeck var riksdagsman vid riksdagen 1755–1756 och riksdagen 1769–1770, tillhörde då Hattpartiet, samt var då ledamot av sekreta utskottet 1769–1770. Han valdes även till riskdagenman 1771 men licentierad av prästeståndet. Stenbeck var fullmäktig i Riksbanken 1770.

### Familj
Stenbeck gifte sig 22 oktober 1747 i Nikolai församling, Stockholm med Anna Catharina Schütz, dotter till kaptenen Johan Schütz och Christina Alstrin. De fick tillsammans barnen Anna Christina Stenbeck (1748–1748), Maria Stenbeck (1750–1752), Johannes Stenbeck (1752–1763) och Anna Catharina Stenbeck (1755–1815) som var gift med bankokommissarien Anders Netherwood.